# Список фільмів про байкерів
У списку наведено художні фільми, присвячені байкерам, байкерському і мото-руху, в яких байкери грають ключову або важливу для сюжету роль.
Список складено за роками виходу фільму у світ, вказані оригінальну назву, український переклад назви, країна-виробник і рік виходу.

## 1940-і і 1950-і роки
- Devil On Wheels («Диявол на колесах»). США. 1947.
- Once A Jolly Swagman («Веселий волоцюга»). США. 1949.
- The Wild One («Дикун»). США. 1953.
- The Black Rider («Чорний наїзник»). США. 1954.
- Teenage Devil Dolls («Диявольські лялечки-підлітки»). США. 1955.
- Motorcycle Gang («Банда мотоциклістів»). США. 1957.
- Dragstrip Riot («Бунт»). США. 1958.

## 1960-і роки
- The Leather Boys («Хлопці в шкірі»). Велика Британія. 1963.
- Roustabout («Робітник за наймом»). США. 1964.
- Motor Psycho («Мотопсих»). США. 1965.
- Beach Blanket Bingo («Пляжні ігри»). США. 1965.
- The Girls From Thunder Strip («Громові дівчата»). США. 1966.
- The Wild Angels («Дикі ангели»). США. 1966.
- Born Losers («Народжені неприкаяними»). США. 1967.
- The Devil's Angels («Диявольські ангели»). США. 1967.
- The Glory Stompers («Слава Стомперів») США. 1967.
- Hells Angels on Wheels («Ангели пекла на колесах»). США. 1967.
- Hell's Bloody Devils («Криваві ангели пекла»). США. 1967.
- Shanty Tramps («Хатина волоцюги»). США. 1967.
- Wild Rebels («Дикі заколотники»). США. 1967.
- Angels From Hell («Ангели пекла»). США. 1968.
- The Angry Breed («Сердите покоління»). США. 1968.
- Girl On A Motorcycle («Мотоциклістка»). Франція-Велика Британія. 1968.
- The Hell Cats («Пекельні кішечки»). США. 1968.
- Hell's Chosen Few («Вибрані пеклом»). США. 1968.
- The Mini-skirt Mob («Банда в міні-спідницях»). США. 1968.
- The Mondo Daytona. США. 1968.
- Savages From Hell («Бунтарі з пекла»). США. 1968.
- The Savage Seven («Дика сімка»). США. 1968.
- She - Devil On Wheels («Дияволиця на колесах»). США. 1968.
- The Sweet Ride («Солодке подорож»). США. 1968.
- The Cycle Savages («Дикуни на мотоциклах»). США. 1969.
- Easy Rider («Безтурботний їздець»). США. 1969.
- Free Grass, також відомий як Scream Free і Street Drags («Травка свободи»). США. 1969.
- Hell's Angels'69 («Ангели пекла'69»). США. 1969.
- Hell's Belles, також відомий як Girl In The Leather Suit («Пекельні красуні»). США. 1969.
- Naked Angels («Голі ангели»). 1969.
- Run Angel Run («Біжи, Ангел, біжи»). США. 1969.
- The Sidehackers, також відомий як Five The Hard Way («П'ятірка на важкому шляху»). США. 1969.
- Sisters In Leather («Сестрички в шкірі»). США. 1969.
- Wild Wheels («Дикі колеса»). США. 1969.

## 1970-і роки
- Angels Die Hard! («Ангели помирають важко»). США. 1970.
- Angel Unchained («Ангел звільнений»). США. 1970.
- Bigfoot («Бігфут»). США. 1970.
- The Black Angels («Чорні ангели»). США. 1970.
- Devil Rider! («Диявольський наїзник»). США. 1970.
- Little Fauss and Big Halsey («Малюк Фаусс і Великий Гелсі»). США. 1970.
- Nam's Angels («Ангели В'єтнаму»). США. 1970.
- Rebel Rousers («порушника спокою»). США. 1970.
- Stray Cats Rock: Girl Boss. Японія. 1970.
- Angels Hard As They Come («Ангелів крутіше не буває», також відомий як «Ангели як вони є»). США. 1971.
- Cain's Cut-Throats, також відомий як Cain's Way і The Blood Seekers («Шлях Кейна»). США. 1971.
- Chrome And Hot Leather («Хром і гаряча шкіра»). США. 1971.
- Evel Knievel («Злий Нівель»). США. 1971.
- The Hard Ride («Важка поїздка»). США. 1971.
- The Jesus Trip («Ісусове подорож»). США. 1971.
- On Any Sunday («Кожне неділю»). США. 1971.
- The Peace Killers («Мирні вбивці»). США. 1971.
- The Pink Angels («Рожеві янголи»). США. 1971.
- The Tormentors («Мучителі»). США. 1971.
- Werewolves On Wheels («Перевертні на колесах»). США. 1971.
- Wild Riders («Дикі наїзники»). США. 1971.
- Angels Wild Women («Ангельські личка»). США. 1972.
- Bad, Bad Gang («Дуже погана банда»). США. 1972.
- Bury Me An Angel («Похорони мене, ангел»). США. 1972
- The Dirt Gang («Брудна банда»). США. 1972.
- Outlaw Riders («Вершники поза законом»). США. 1972.
- Sukeban gerira. Японія. 1972.
- The Thing with Two Heads («Істота з двома головами»). США. 1972.
- Electra Glide In Blue («Хлопці в синій формі»). США. 1973.
- Road of Death («Дорога смерті»). США. 1973.
- Satan's Sadists («Садисти-сатаністи»). США. 1973.
- Savage Abduction, також відомий як Cycle Psycho («Мото-псих»). США. 1973.
- The Black Six («Чорна шістка»). США. 1974.
- The Lord's of Flatbush. США. 1974
- The Northville Cemetary Massacre («Різанина в Нортвілл Кеметрі»). США. 1974.
- Pray For The Wildcats («Моліться за диких кішечок»). США. 1974.
- Psychomania («Псіхоманія»). США. 1974.
- Stone («Стоун»). Австралія. 1974.
- Darktown Skrutters. США. 1975.
- CC & Company («С. С. і компанія»). США. 1975.
- L `Agression («Агресія»). Франція. 1975.
- Trip With The Teacher («Подорож з учителем»). США. 1975.
- Death Riders («Вершники смерті»). США. 1976.
- Killers on Wheels («Вбивці на колесах»). Гонк Конг. 1976.
- Sidewinders («Удар збоку»). США. 1977.
- The Young Cycle Girls («Молоді мотоциклістки»). США. 1978.
- Every Which Way But Loose («Як не крути - програєш»). США. 1978.
- Little Orphan Dusty («Сирітка Дасті»). США. 1978.
- Mad Max («Божевільний Макс»). Австралія. 1979.
- The Night Riders («Нічні наїзники»). США. 1979.
- Quadrophenia («Квадрофенія»). Велика Британія. 1979.

## 1980-і роки
- Any Which Way You Can («Як тільки зможеш»). США. 1980.
- Intrepidos Punks («Безстрашні панки»). Мексика. 1980.
- Kuruizaki sanda rodo. Японія. 1980.
- Race With The Wind («Поїздка з вітром»). США. 1980.
- Silver Dream Racer («Гонщик срібної мрії»). США. 1980.
- Nomad Riders. США. 1981.
- Knightriders («Лицарі на колесах»). США. 1981.
- Mad Foxes («Скажені лисиці»). Іспанія-Швейцарія. 1981.
- Mad Max II («Божевільний Макс 2»). Австралія. 1981.
- Return Of The Rebels («Повернення бунтарів»). США. 1981.
- 1990: Bronx Warriors («1990: Воїни Бронкса»). Італія. 1982.
- Los violadores. Іспанія-Швейцарія. 1982.
- The Loveless («Без любові»). США. 1982.
- Warrior of the Lost World («Воїн втраченого світу»). США-Італія. 1983.
- Hell Riders («Пекельні гонщики»). США. 1984.
- City Limits («Межі міста»). США. 1984
- Streets Of Fire («Вогненні вулиці»). США. 1984.
- Wheels of Fire («Колеса в огні»). США. 1985.
- Mask («Маска»). США. 1985.
- Eat The Peach («З'їж персик»). Велика Британія. 1986.
- Eye Of The Tiger («Око тигра»). США. 1986.
- And Then You Die («І потім ви вмираєте»). Канада. 1987.
- Renegade («Ренегат»). Італія. 1987.
- Winners Take All («Переможець отримує все»). США-Туніс. 1987.
- Chopper Chicks In Zombietown («байкерші в місті зомбі»). США. 1989.
- Easy Wheels («Легкі колеса»). США. 1989.
- Nam Angels («Ангели В'єтнаму»). США. 1989.
- Nightmare Beach («Пляж нічних кошмарів»). Італія. 1989.
- The Punisher («Каратель»). США. 1989.
- Аварія - дочка мента. СРСР. 1989.

## 1990-і роки
- Don't Tell Her It's Me, також відомий як The Boyfriend School («Не кажи їй, що це я» / «Школа бойфренда»). США. 1990.
- Cry-Baby («Плакса»). США. 1990.
- I Bought A Vampire Motorcycle («Я купив мотоцикл-вампір»). Велика Британія. 1990.
- Los demonios del desierto («Демони пустелі»). Мексика. 1990.
- Masters Of Menace («Майстри загрози»). США. 1990.
- Чоловік собаки Баскервілів. СРСР. 1990.
- Born To Ride («Природжений гонщик», також відомий як «Народжений їздити»). США. 1991.
- The Final Alliance («Останній союз»). США. 1991.
- Harley Davidson And The Marlboro Man («Харлі Девідсон і Ковбой Мальборо»). США. 1991.
- The Last Riders («Останні шукачі пригод», також відомий як «Останній наїзник»). США. 1991.
- Stone Cold («Незворушний»). США. 1991.
- Beyond The Law, також відомий як Fixing The Shadow («В гонитві за тінню» / «Над законом»). США. 1992.
- Billy Badd, також відомий як Motor Psycho («Скажений Біллі» / «Псих на мотоциклі»). США. 1992.
- Chrome Soldiers («Хромовані солдати» або «Солдати в шкірі»). США. 1992.
- SnakeEater-3: His Law («Пожирач змій 3: його закон»). Канада. 1992.
- Roadside Prophets («Дорожні небилиці» або «Придорожні пророки»). США. 1992.
- Я хотіла побачити ангелів. Росія. 1992.
- The Last Border («Останній кордон»). Німеччина, Швеція, Фінляндія. 1993.
- Running Cool («Серця полум'яний мотор», також відомий як «Все круто»). США. 1993.
- Bolt, також відомий як Rebel Run («Болт»). США. 1994.
- Death Riders («Вершники смерті»). США. 1994.
- Iron Girl («Залізна дівчина»). США. 1994.
- Motorcycle Gang («Банда мотоциклістів»). США. 1994.
- Trust In Me («Довірся мені», також відомий як «Повір у мене»). Канада. 1994.
- Iron Horsemen («Залізні вершники»). Фінляндія-Франція. 1995.
- The Stranger («Незнайомка»). США. 1995.
- Barb Wire («Не називай мене малям»). США. 1996.
- Boogie Boy («Бугі бій»). США. 1997.
- The Dark Side of the Sun («Темна сторона сонця»). США. 1997.
- Блок пекла 13. США. 1999.
- Murdercycle («Байкер-вбивця»). США. 1998.
- Chips 99 («Чіпс 99»). США. 1999.
- Hot Wax Zombies On Wheels («епілірованние гарячим воском байкери-зомбі»). США. 1999.
- Me & Will («Я і Вілл»). США. 1999.
- Steel Wheels («Сталеві колеса»). США. 1999.

## 2000-і роки
- Radical Jack («Крутий Джек»). США. 2000.
- Hochelaga («Хочелага», також відомий як «Байкери»). Канада. 2000.
- Biker Zombie From Detroit («Байкери-зомбі з Детройта»). США. 2001.
- Lone Hero («Герой-одинак»). США. 2002.
- Motorcycle Women (film) |USA | 2002
- Screaming Metal («Скрегіт металу»). США. 2002.
- Tattoo. The Love Story («Татуювання. Історія кохання»). США. 2002.
- Biker Boyz («Байкери»). США. 2003.
- Diarios de motocicleta або The Motorcycle Diaries («Щоденники мотоцикліста»). 2004.
- Dhoom («Байкери»). Індія. 2004.
- Torque («Крутний момент»). США. 2004.
- Edge Runner («Той, що біжить по краю»). США. 2005.
- The Rain Makers («Крута сімка», також відомий як «Семеро сміливих»). США. 2005.
- Supercross («Суперкрос»). США. 2005.
- The World's Fastest Indian ("Найшвидший«Індіан»). США. 2005.
- Dhoom 2 («Байкери 2»). Індія. 2006.
- Skinwalkers («Вовки-перевертні»). США. 2006.
- Ghost Rider («Примарний гонщик»). США. 2007.
- Missionary Man («Місіонер»). США. 2007.
- Wild Hogs («Реальні кабани»). США. 2007.
- Hot Rod («Лихач»). США. 2007.
- Freebird («Дальнобой без гальм»). Велика Британія. 2008.
- Hell Ride («Пекельна гонка»). США. 2008.
- Motocross Zombies from Hell («Пекельні зомбі-мотогонщики»). США. 2007.
- Exit Speed («Швидкий вихід»). США. 2008.
- One Week («Один тиждень»). Канада. 2008.
- Easy Rider: The Ride Back («Безтурботний їздець: Знову в сідлі»). США. 2010.
- Байкер. Росія. 2010.